# Club Deportivo Aluvión
El Club Deportivo Aluvión es un club de fútbol de la localidad de Cascante en la Comunidad Foral de Navarra.

## Datos del club
- Temporadas en Tercera División: 12

- Mejor Puesto en Liga: 7º (2004/05, 2007/08)

### Todas las Temporadas
| Temporada      | Categoría      | Posición |  |
| -------------- | -------------- | -------- |  |
| De 1929 a 2000 | Regional       | —        |  |
| 2000/01        | 3ª             | 8º       |  |
| 2001/02        | 3ª             | 9º       |  |
| 2002/03        | 3ª             | 16º      |  |
| 2003/04        | 3ª             | 10º      |  |
| 2004/05        | 3ª             | 7º       |  |
| 2005/06        | 3ª             | 8º       |  |
| 2006/07        | 3ª             | 8º       |  |
| 2007/08        | 3ª             | 7º       |  |
| 2008/09        | 3ª             | 15º      |  |
| 2009/10        | 3ª             | 13º      |  |
| 2010/11        | 3ª             | 15º      |  |
| 2011/12        | 3ª             | 20º      |  |
| 2012/13        | Regional Pref. | 6º       |  |
| 2013/14        | Regional Pref. | 6º       |  |
| 2014/15        | Regional Pref. | -        |  |

## Estadio
Disputa sus partidos como local en el Estadio "Pedro Malón de Echaide" de hierba artificial.

## Uniforme
1ª Equipación: Camiseta a rayas verticales negras y amarillas; pantalón negro y medias negras con franja amarilla.  

2ª Equipación: Camiseta, pantalón y medias azules. 